# Семёнова, Елизавета Евгеньевна
Елизавета Евгеньевна Семёнова (род. 18 июня 2004, Москва) — российская футболистка, полузащитница клуба ЦСКА и сборной России.

## Биография
Воспитанница детско-юношеских команд клуба «Чертаново» (Москва), первый тренер — Любовь Комарова. Входила в юниорскую сборную Москвы. Начинала карьеру на позиции нападающей, но на взрослом уровне стала играть защитником. В основную команду «Чертаново» переведена в 2020 году. Дебютный матч в высшей лиге России сыграла 1 августа 2020 года против клуба «Рязань-ВДВ», а первый гол забила 9 октября 2021 года в ворота клуба «Звезда-2005». За два сезона (2020—2021) выходила на поле во всех матчах своего клуба в чемпионате, причём в 2020 году отыграла все матчи без замен. По окончании сезона 2021 года покинула «Чертаново».
С 2022 года играет за «Зенит», в составе которого дважды стала чемпионкой России, дважды играла в финале кубка России, выиграла Суперкубка страны. В феврале 2025 года перешла в ЦСКА на правах аренды.
Выступала за юниорскую (U16, U17) и молодёжную сборную России. В 2022 году дебютировала за национальную сборную России.